# Wappen der Gemeinde Pöring
Die Gemeinde Pöring (Landkreis Ebersberg) führte von März 1969 bis zu ihrer Auflösung im Jahr 1978 ein eigenes Wappen. Es zeigt auf blauem Grund ein goldenes Rebhuhn über zwei gekürzten silbernen Spitzen.

## Geschichte
Bei der Gestaltung des Gemeindewappens griff man auf Figuren aus den Wappen der seit dem 16. Jahrhundert bekannten Besitzer der Hofmark Pöring zurück. Das Rebhuhn entstammt dem Schild der Herren von Millau. Es versinnbildlicht auch die geografische Lage des Ortes am Rand des wildreichen Ebersberger Forstes. Die silbernen Spitzen sind dem Wappen der Freiherren von Mendt entnommen.
Das Wappen wurde mit Entschließung des Bayerischen Staatsministerium des Innern vom 13. März 1969 (Nr. I B 3 - 3000 - 29 P/2) angenommen. Es verlor mit der Eingemeindung des Ortes nach Zorneding im Zuge der kommunalen Neuordnung Bayerns am 1. Mai 1978 seine amtliche Gültigkeit.
Das Dienstsiegel der Gemeinde trug als Umschrift im oberen Halbbogen Bayern, im unteren Halbbogen Gemeinde Pöring.